# 丘佩爾切尼鄉 (特列奧爾曼縣)
43°46′N 24°57′E / 43.767°N 24.950°E
丘佩爾切尼鄉（羅馬尼亞語：Comuna Ciuperceni, Teleorman），是羅馬尼亞的鄉份，位於該國南部，由特列奧爾曼縣負責管轄，面積33平方公里，海拔高度27米，2007年人口1,769，人口密度每平方公里54人。